# تيلبورخ
تيلبورخ Tilburg  بلدية وبلدة بمقاطعة شمال برابنت، جنوبي هولندا.

## طوبوغرافيا
خريطة طوبوغرافية هولندية لبلدية تيلبورخ، يونيو 2015، (تقرأ بعد ثلاث نقرات على الخريطة).

## معرض صور

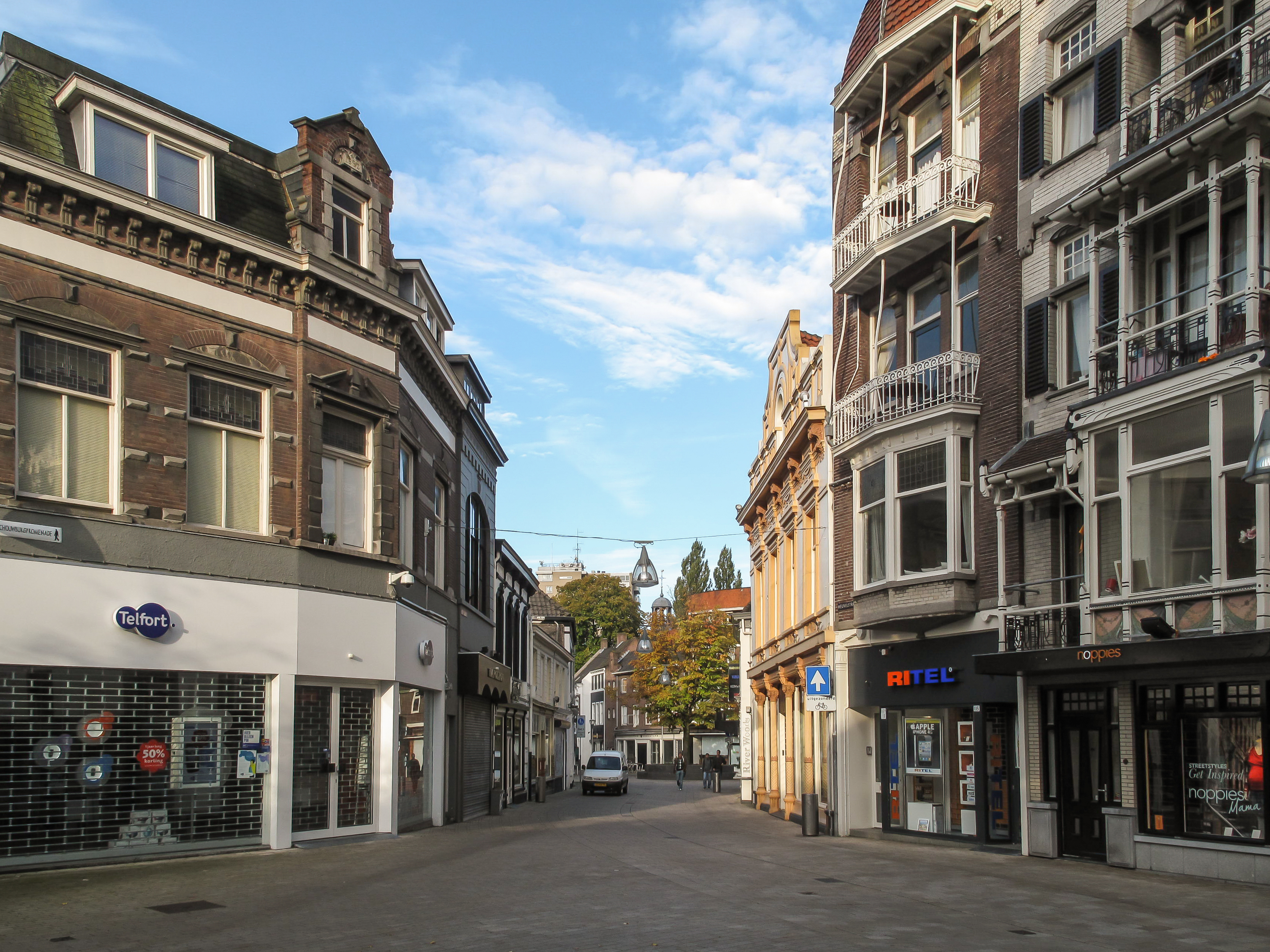
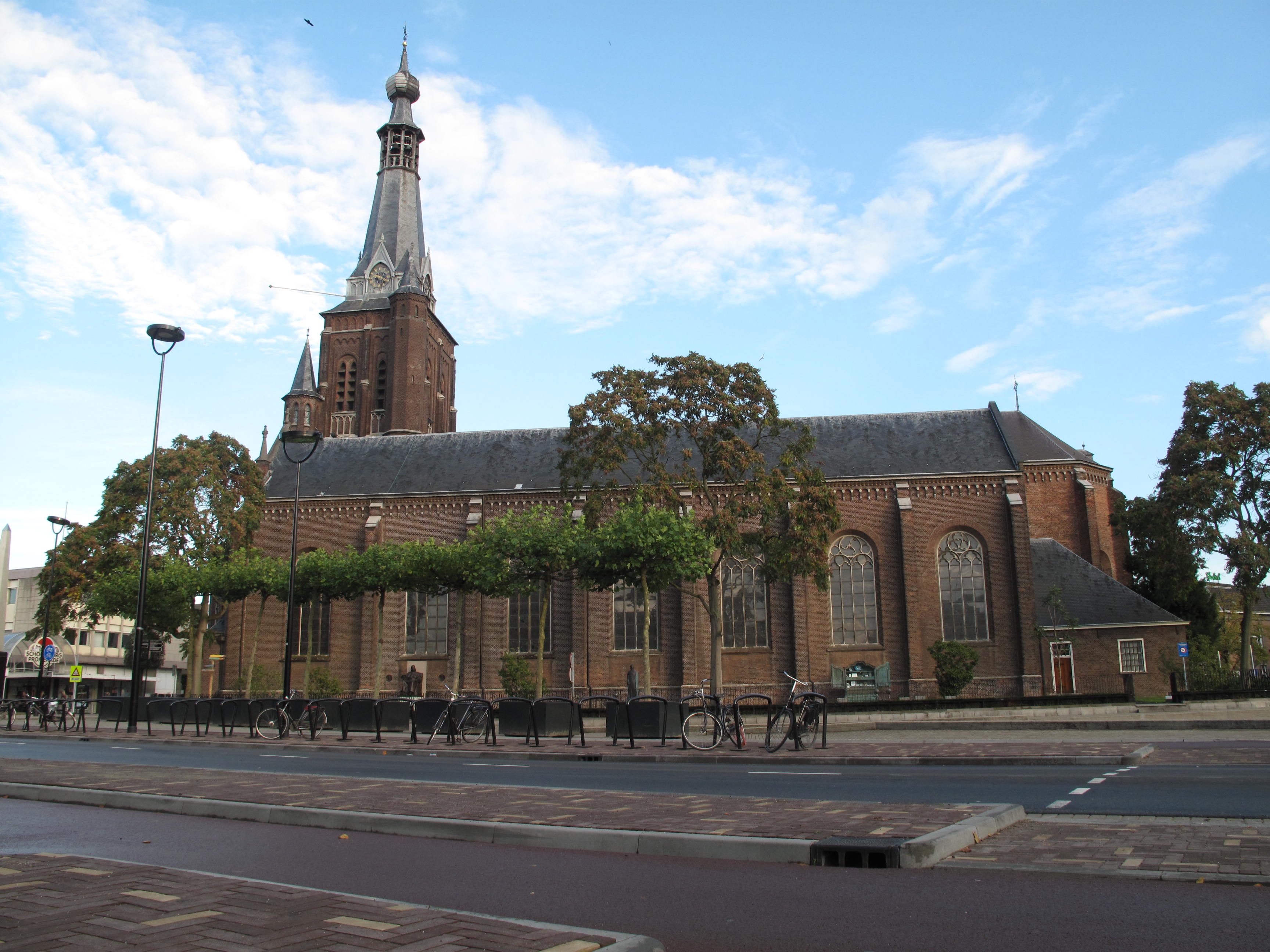
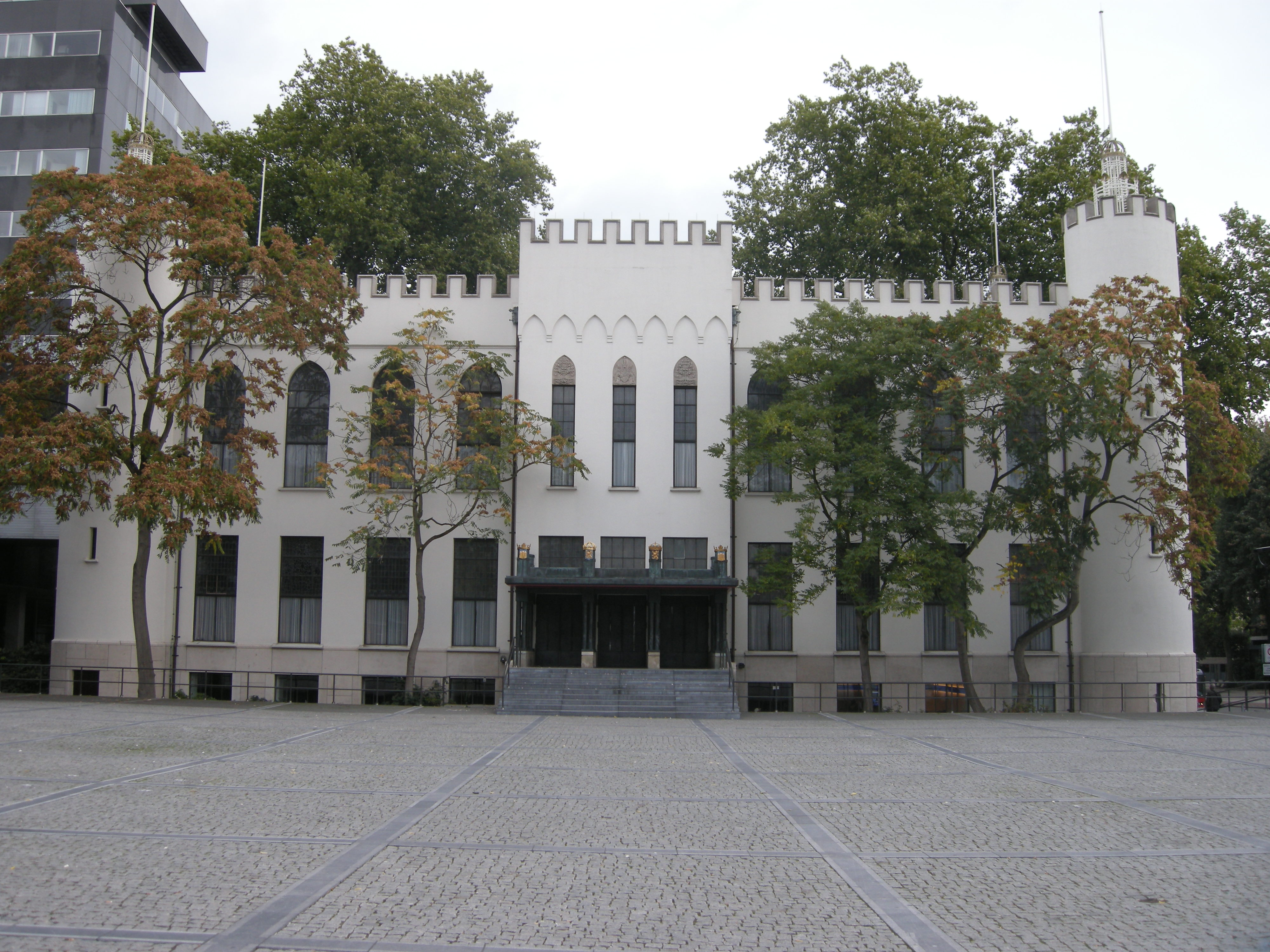

## توأمة
لتيلبورخ اتفاقيات توأمة مع كل من:
- زمون [الإنجليزية]‏
- لوبلين [9]
- Emfuleni Local Municipality [الإنجليزية]‏ [10]
- تشانغتشو [9]
- ماتاغلبا [9]
- مينامي أشيغارا (4 يونيو 1989 - )[9]
- Same, Tanzania [الإنجليزية]‏ [9]
- سوبتيتسا

## أعلام
- جوزيف أوجست نيب
- فيلم الثاني
- فريد همس جونيور